# Schieren (Allemagne)
Pour les articles homonymes, voir Schieren.
Schieren est une commune allemande du Schleswig-Holstein, située dans l'arrondissement de Segeberg (Kreis Segeberg), à six kilomètres à l'est de la ville de Bad Segeberg. Schieren est l'une des 27 communes de l'Amt Trave-Land dont le siège est à Bad Segeberg.